# ジャッキー・チェン マイ・ストーリー
「ジャッキー・チェン マイ・ストーリー」（原題：成龍的傳奇、英題：Jackie Chan: My Story）は、1998年に製作されたジャッキー・チェンのドキュメンタリー作品。

## 概要
香港のテレビで放送されたジャッキーのドキュメンタリー番組をそのままビデオ・DVD化したものである。この作品では今作発表当時まで明かされなかった、映画哲学やプライベートをジャッキー自ら語っている。
また、インタビューなどでシルヴェスター・スタローン、ブルース・ウィリスなどが出演している。

## スタッフ
- 発売元 - ポニーキャニオン
- 字幕翻訳 - 小木曽貴美
- WOWOW放送日本語演出：市来満